# Kvarkstjärna

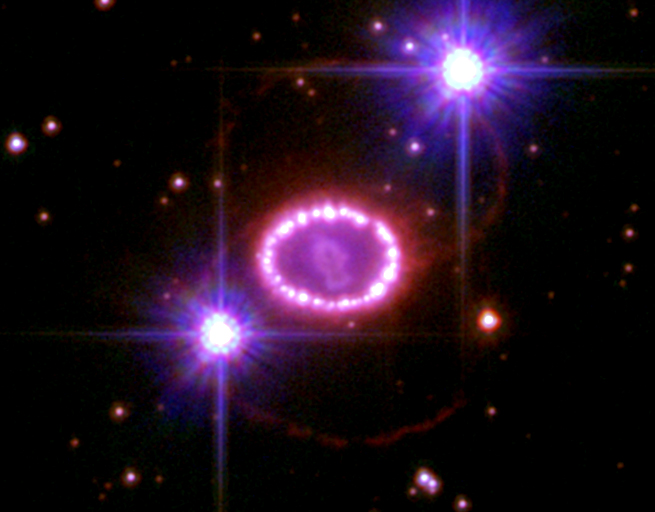
SN 1987A är en möjlig kvarkstjärna

En kvarkstjärna är en teoretiskt föreslagen form av stjärna som, om den finns, helt består av särkvarkar. Den skulle alltså bestå av fundamentala partiklar och därmed ha högre densitet än en neutronstjärna. Kvarkstjärnor och rena särkvarkstjärnor är fortfarande högst hypotetiska, men det finns ett par kandidater som observerades av astronomer med Chandra-teleskopet i april 2002, betecknade RX J1856.5-3754 och 3C58, vilka tidigare antagits vara neutronstjärnor. Om dessas nya natur bekräftas, skulle det vara exempel på ett för oss nytt tillstånd hos materien.
Den första RX J1856.5-3754, finns ett hundratal ljusår från jorden. Dess diameter uppmättes först till 6 km, vilket är för litet för att den skulle kunna vara en neutronstjärna med vedertagen densitet. Efter att avståndsmätningarna förbättrats, kom man dock fram till att avståndet var större än man trott, och diametern bedöms nu vara 15 km. Den andra 3C58, likaledes baserat på gällande fysikaliska lagar, befanns vara kallare än den borde vara. Det är därför fortfarande omdebatterat om de kan vara kvarkstjärnor eller inte.
Senare har en tredje stjärna, XTE J1739-285, observerats av ett forskarlag från University of Iowa, och likaså rapporterats som en möjlig kandidat.
Nya observationer av supernovor SN 2006gy, SN 2005gj och SN 2005ap pekar även de på den möjliga förekomsten av kvarkstjärnor, och därutöver har kinesiska forskare i Hongkong föreslagit att den kollapsade kärnan hos den kända supernovan SN 1987A skulle vara en kvarkstjärna.